# 丰特莱斯皮诺德阿罗
丰特莱斯皮诺德阿罗，是西班牙卡斯蒂利亚-拉曼恰昆卡省的一个市镇。总面积33平方公里，总人口299人（2001年），人口密度9人/平方公里。